# Rhetus psecas
Rhetus psecas är en fjärilsart som beskrevs av Saunders 1849. Rhetus psecas ingår i släktet Rhetus och familjen Riodinidae. Inga underarter finns listade.